# Ahlstadhottane
Ahlstadhottane är en kulle i Antarktis. Norge gör anspråk på området. Toppen på Ahlstadhottane är 2 065 meter över havet, eller 306 meter över den omgivande terrängen. Bredden vid basen är 2,2 km.
Terrängen runt Ahlstadhottane är varierad. Trakten är glest befolkad. Det finns inga samhällen i närheten.